# إلسا فينتورا
إلسا فينتورا (30 يناير 1990 بالبرتغال - ) هي لاعبة كرة قدم برتغالية في مركز الوسط. لعبت مع S.U. 1º Dezembro ‏ وC.F. Benfica ‏.

## وصلات خارجية
- إلسا فينتورا على موقع الاتحاد الأوربي (الإنجليزية)
- إلسا فينتورا على موقع قاعدة بيانات كرة القدم.إي يو (الإنجليزية)